# Marin Faliero
Marin Faliero (auch Marino Faliero) ist eine tragische Oper in drei Akten von Gaetano Donizetti. Das italienische Libretto stammt von Giovanni Emanuele Bidera. Literarische Grundlage waren die Werke Marino Faliero von Casimir Delavigne bzw. George Gordon Byron. Die Oper spielt im Venedig des Jahres 1355, als der damalige Doge Marino Faliero wegen eines angeblichen Staatsstreichs verurteilt und enthauptet wurde. Die Uraufführung fand am 12. März 1835 im Théâtre-Italien in Paris statt.

## Handlung
Elena, die Frau von Marin Faliero, dem Dogen von Venedig wird von Steno, einem Patrizier, dessen Avancen sie ignoriert, bezichtigt, ihren Ehemann zu betrügen. Steno beleidigt außerdem Israele Bertucci, den Vorstand des Arsenals vor seinen Arbeitern und soll dafür bestraft werden. Elenas heimlicher Geliebter, Fernando, ein Neffe des Dogen will die Stadt verlassen, um Elena vor weiteren Angriffen zu schützen. Als Steno Elena erneut beleidigt, fordert ihn Fernando zum Duell, wird jedoch von dem Patrizier tödlich getroffen. Faliero, der von der Affäre seiner Frau unwissend ist, will Fernandos Tod rächen und außerdem seine Macht durch eine Verschwörung erweitern. Leoni, ein Patrizier vom Rat der Zehn, erklärt, dass das Volk, von Faliero aufgestachelt, den Staat bedrohe. In einer Gerichtsverhandlung wird Faliero zusammen mit den anderen Verschwörern zum Tode verurteilt. Als er sich allein von Elena verabschiedet, gesteht sie ihre Untreue, die er aber schließlich verzeiht und sich entfernt. Als Elena das Signal zur Hinrichtung vernimmt, sinkt sie ohnmächtig zu Boden.

## Instrumentation
Die Orchesterbesetzung der Oper enthält die folgenden Instrumente:
- Holzbläser: Piccoloflöte, zwei Flöte, zwei Oboen, zwei Klarinetten, zwei Fagotte
- Blechbläser: vier Hörner, zwei Trompeten, drei Posaunen
- Pauken, Große Trommel, Glocke
- Streicher
- Bühnenmusik: Rührtrommel, Glocke

## Werkgeschichte
Marin Faliero ist Donizettis fünfzigste Opernkomposition. Das Werk wurde unter diesem Titel am 12. März 1835 im Théâtre-Italien in Paris mit Luigi Lablache (Marin Faliero), Antonio Tamburini (Israele), Giovanni Battista Rubini (Fernando), Vincenzo Felice Santini (Steno), Profesti (Leoni und Strozzi), Giulia Grisi (Elena), Enrico Tamberlik (Vincenzo), Pesanti (Beltrame) und Nicola Ivanoff (Pietro) uraufgeführt. Das Bühnenbild stammte von Domenico Ferri.
Später wurde meist der Titel Marino Faliero verwendet. Es folgten Aufführungen von am 14. Mai 1835 in Covent Garden, 1836 in Florenz sowie am 22. Februar 1842 in New Orleans. Nach diesen anfänglichen Erfolgen im 19. Jahrhundert erschien das Werk jedoch kaum noch in den Spielplänen der Opernhäuser. Im Gegensatz dazu haben sich Donizettis nächste Opern Lucia di Lammermoor und Maria Stuarda, die ebenfalls 1835 ihre Premieren hatten, bis heute erfolgreich durchgesetzt.

## Aufnahmen (Auswahl)
- 1976, Cesare Siepi, Licinio Montefusco, Giuliano Ciannella, Marisa Galvany; Orchestra Sinfonica della RAI di Milano unter der Leitung von Elio Boncompagni; Audio-CD
- 2008, Giorgio Surian, Luca Grassi, Ivan Magri, Rachele Stanisci; Orchestra e Coro del Festival Donizetti di Bergamo, Teatro Donizetti, Bergamo unter der Leitung von Bruno Cinquegrani; DVD